# Clotario IV
Clotario IV (VII secolo – 719) è stato un re franco della dinastia dei merovingi, re di Austrasia (in contrapposizione a Chilperico II che in quei due anni governò Neustria e Burgundia) dal 717 fino alla sua morte.

## Origini
Di chi fosse figlio Clotario non si hanno notizie precise. Nell'Ex historia episcoporum autissiodorensium è scritto che alcune fonti lo davano figlio di Dagoberto II, per altre invece era figlio di Dagoberto III, mentre negli Annales Francorum Ludovici Dufour è scritto che verosimilmente poteva discendere dai re di Austrasia, Sigeberto e Dagoberto, ma possibilmente anche dai re di Neustria Clodoveo e Teodorico.

## Biografia
Nel 715 la Neustria si era ribellata al governo di Plectrude, reggente per conto del maggiordomo di palazzo di tutti i regni Franchi Teodoaldo, e, nel corso della rivolta, si era data un maggiordomo di palazzo proprio: Ragenfrido. Egli alla morte del re dei Franchi Dagoberto III aveva messo sul trono il già maturo merovingio figlio di Childeberto II, Chilperico II, che era stato relegato in un monastero con il nome di Daniele.
Chilperico II, secondo il continuatore anonimo del cronista Fredegario, dopo avere vinto la battaglia di Colonia era stato riconosciuto re dei Franchi anche da Plectrude e Teodoaldo; ma ad Amblava sulla via del ritorno, Chlperico II e Raginfredo furono sopraffatti da Carlo Martello, figliastro di Plectrude, che, dopo avere liberarato l'Austrasia, nel 717 rientrò a Colonia da vincitore, e Plectrude dovette cedergli tutti i poteri ed i titoli che erano stati di suo padre, Pipino di Herstal.
Subito dopo Carlo proclamò Clotario IV re di Austrasia, in opposizione a Chilperico II.
La guerra civile tra la Neustria di Ragenfrido e Chilperico II e l'Austrasia di Carlo Martello e Clotario IV continuò e Chilperico II e Ragenfrido, dopo essere stati sconfitti anche a Vinciago, si allearono con il duca d'Aquitania e duca di Guascogna Oddone I, riconoscendogli il titolo di re. Quest'ultimo, intervenendo con il suo esercito di Vasconi, partecipò alle battaglie contro il regno di Austrasia ed il suo maggiordomo di palazzo, Carlo Martello, fino alla battaglia di Soissons del 719, dove si diede alla fuga e riuscì a sfuggire a Carlo Martello. Oddone si rifugiò ad Orleans, assieme a Chilperico II che riuscì ad attraversare la Loira, mettendo in salvo il tesoro reale.
Nel 719 Clotario IV morì. A questo punto Carlo offrì un accordo di amicizia a Oddone I in cambio della consegna di Chilperico II che gli venne consegnato con il tesoro reale.
Dopo che Chilperico II fu rientrato nel regno dei Franchi Carlo Martello lo riconfermò re.

## Discendenza
Di Clotario non si conosce alcuna discendenza.

## Ascendenza
|                       |   |                     | Genitori |  |  | Nonni |  |  | Bisnonni      |  |  | Trisnonni   |  |
|                       |   |                     |          |  |  |       |  |  | Teodorico III |  |  | Clodoveo II |  |
|                       |   |                     |          |  |  |       |  |  | Teodorico III |  |  | Clodoveo II |  |
|                       |   | Batilde             |          |  |  |       |  |  | Teodorico III |  |  |             |  |
| Childeberto III       |   |                     |          |  |  |       |  |  | Teodorico III |  |  |             |  |
|                       |   | Clotilde detta Doda | …        |  |  |       |  |  |               |  |  |             |  |
|                       |   | Clotilde detta Doda | …        |  |  |       |  |  |               |  |  |             |  |
|                       |   | Clotilde detta Doda | …        |  |  |       |  |  |               |  |  |             |  |
| Dagoberto III (forse) |   | Clotilde detta Doda |          |  |  |       |  |  |               |  |  |             |  |
|                       |   | …                   | …        |  |  |       |  |  |               |  |  |             |  |
|                       |   | …                   | …        |  |  |       |  |  |               |  |  |             |  |
|                       |   | …                   | …        |  |  |       |  |  |               |  |  |             |  |
| Ermenechilde          |   | …                   |          |  |  |       |  |  |               |  |  |             |  |
|                       |   | …                   | …        |  |  |       |  |  |               |  |  |             |  |
|                       |   | …                   | …        |  |  |       |  |  |               |  |  |             |  |
|                       |   | …                   | …        |  |  |       |  |  |               |  |  |             |  |
| Clotario IV           |   | …                   |          |  |  |       |  |  |               |  |  |             |  |
|                       | … | …                   |          |  |  |       |  |  |               |  |  |             |  |
|                       | … | …                   |          |  |  |       |  |  |               |  |  |             |  |
|                       | … | …                   |          |  |  |       |  |  |               |  |  |             |  |
| …                     | … |                     |          |  |  |       |  |  |               |  |  |             |  |
|                       |   | …                   | …        |  |  |       |  |  |               |  |  |             |  |
|                       |   | …                   | …        |  |  |       |  |  |               |  |  |             |  |
|                       |   | …                   | …        |  |  |       |  |  |               |  |  |             |  |
| …                     |   | …                   |          |  |  |       |  |  |               |  |  |             |  |
|                       |   | …                   | …        |  |  |       |  |  |               |  |  |             |  |
|                       |   | …                   | …        |  |  |       |  |  |               |  |  |             |  |
|                       |   | …                   | …        |  |  |       |  |  |               |  |  |             |  |
| …                     |   | …                   |          |  |  |       |  |  |               |  |  |             |  |
|                       |   | …                   | …        |  |  |       |  |  |               |  |  |             |  |
|                       |   | …                   | …        |  |  |       |  |  |               |  |  |             |  |
|                       |   | …                   | …        |  |  |       |  |  |               |  |  |             |  |
|                       |   | …                   |          |  |  |       |  |  |               |  |  |             |  |

### Fonti primarie
- (LA)  Fredegario, FREDEGARII SCHOLASTICI CHRONICUM CUM SUIS CONTINUATORIBUS, SIVE APPENDIX AD SANCTI GREGORII EPISCOPI TURONENSIS HISTORIAM FRANCORUM.
- (LA)  Annales Marbacenses.
- (LA)  Annales Mettenses Priores.
- (LA)  Monumenta Germaniae historica: Domus Carolingicae genealogia.
- (LA)  Monumenta Germaniae historica: Chronicon Moissiacensis.
- (LA)  Rerum Gallicarum et Francicarum Scriptores, tomus tertius.

### Letteratura storiografica
- Christian Pfister, "La Gallia sotto i franchi merovingi: vicende storiche", capitolo XXI, volume I (La fine del mondo antico) della Storia del Mondo Medievale, pp. 688–711.